# ᜉ
En el sistema de escritura de baybayin, la letra ᜉ es un carácter silábico que se corresponde con el sonido pa. 

## Uso
Si un punto se añade a la parte superior (ᜉᜒ), el sonido se convierte en un sonido pé o pi, por su parte, si un punto se añade a la parte inferior (ᜉᜓ), el sonido se convierte en un sonido po o pú. El sonido se convierte en una consonante p si un virama se agrega a la parte inferior (ᜉ᜔). 

### Como símbolo
La letra pa aparece en varios sellos del gobierno filipino e instituciones públicas y privadas. Algunos ejemplos:

La Comisión Histórica Nacional (en filipino: Pambansang Komisyong Pangkasaysayan) usa las letras ka (ᜃ) y pa
Una pa redondeada en el logo del Museo Nacional de Filipinas (en filipino: Pambansang Museo ng Pilipinas)

## Unicode
Esta letra tiene el código de Unicode U+1709, situado en el bloque tagalo.
| Carácter      | ᜉ                 | ᜉ                 |
| ------------- | ----------------- | ----------------- |
| Unicode       | TAGALOG LETTER PA | TAGALOG LETTER PA |
| Codificación  | decimal           | hex               |
| Unicode       | 5897              | U+1709            |
| UTF-8         | 225 156 137       | E1 9C 89          |
| Ref. numérica | &#5897;           | &#x1709;          |